# Grande Partenza del Giro d'Italia

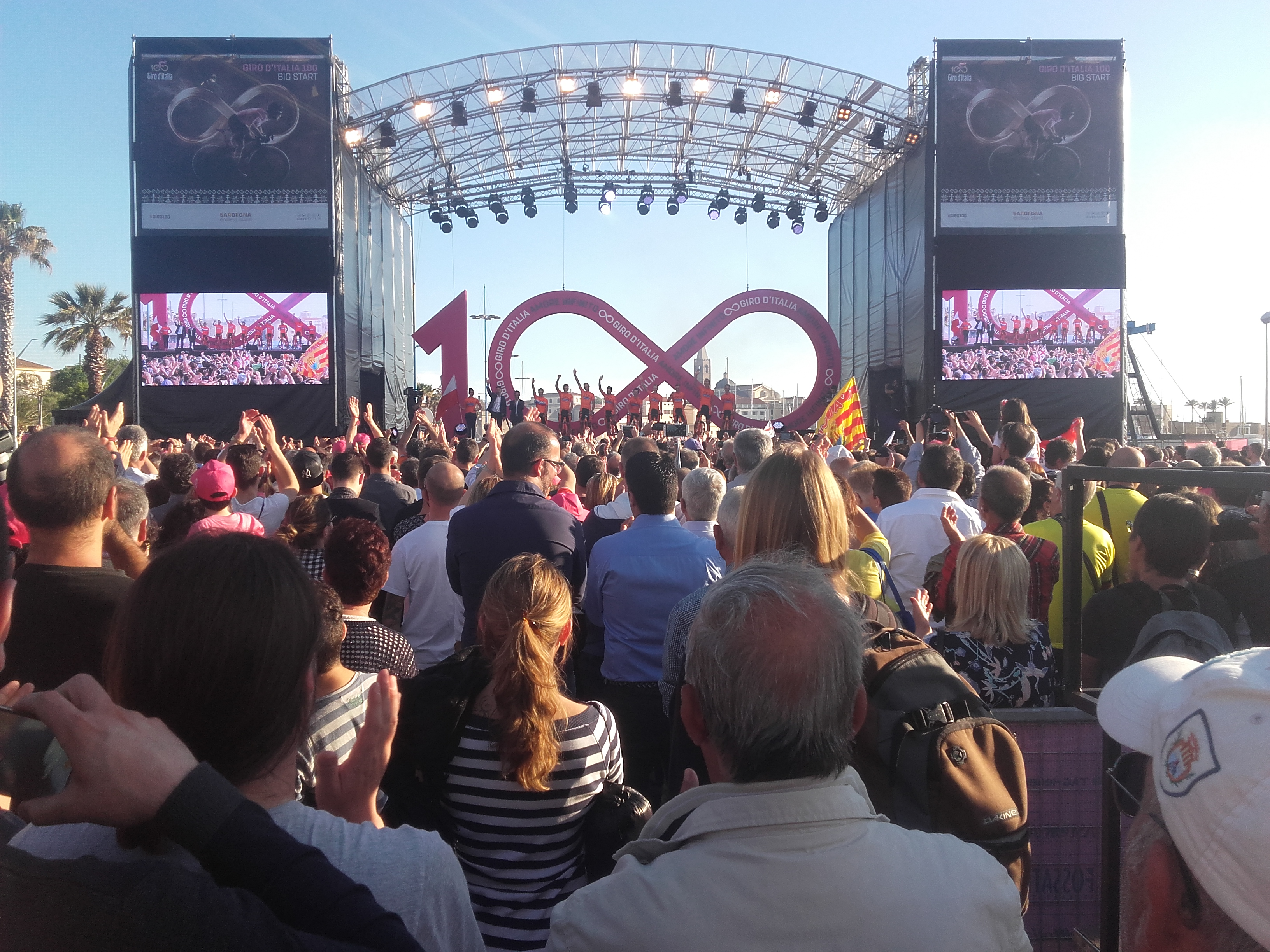
Palco di presentazione della Grande Partenza del Giro d'Italia n. 100, nel 2017 ad Alghero.

La Grande Partenza del Giro d'Italia è il nome ufficiale con cui viene definita la località di partenza della cosiddetta "Corsa Rosa" di ciclismo su strada. L'espressione "Grande Partenza", valevole anche per gli altri due grandi giri (Tour de France e Vuelta a España), è riferita a una determinata città, regione o nazione (se la corsa inizia dall'estero) che ospita la prima o le prime tappe di ogni edizione del Giro.

## Scelta della sede

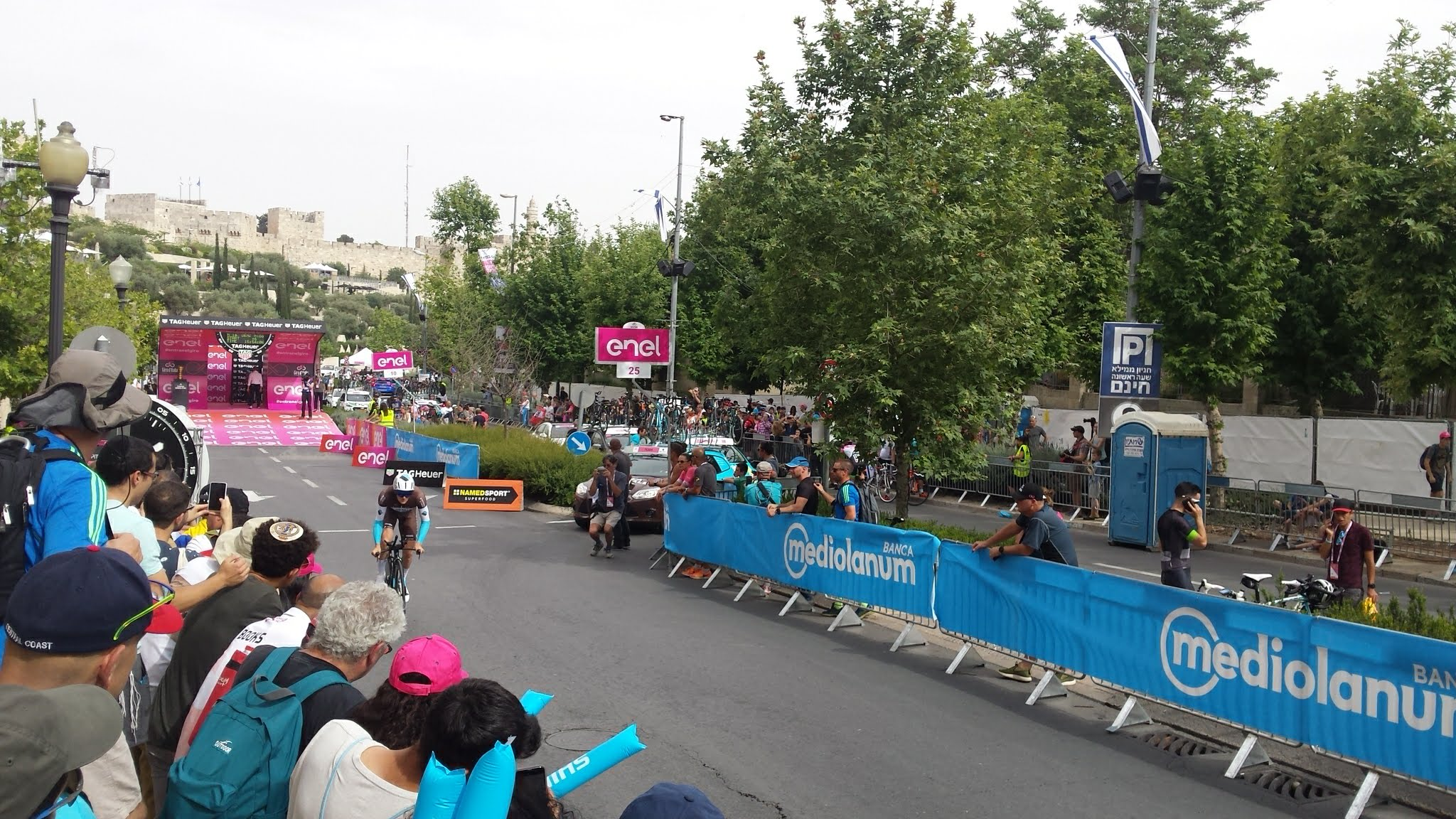
Il via della cronometro di Gerusalemme, Grande Partenza del 2018.

Per le prime 42 edizioni della corsa, fino al 1959, Milano è stata quasi sempre la località della Grande Partenza del Giro, in quanto città sede de La Gazzetta dello Sport. Dall'anno seguente la località di partenza del Giro è cambiata ad ogni edizione. La scelta della Grande Partenza del Giro d'Italia viene effettuata, dall'organizzazione dell'evento (attualmente RCS Sport), in base alle candidature di comuni, di regioni, nazioni estere o enti promotori o per celebrare eventi particolari, come avviene anche per il Tour de France e per la Vuelta a España. 
Le Grandi Partenze celebrative di particolari avvenimenti (anche extra sportivi) sono state:
- 1911: partenza da Roma, capitale, per il 50º anniversario dell'Unità d'Italia;
- 1960: partenza da Roma per celebrare i Giochi della XVII Olimpiade, da svolgersi nella capitale in quell'anno;[8]
- 1961: partenza da Torino, prima storica capitale, per il 100º anniversario dell'Unità d'Italia;[9]
- 1996: partenza da Atene per celebrare il centenario dei Giochi olimpici dell'era moderna;[10]
- 2000: partenza da Roma per il Grande Giubileo del 2000, celebrato nella capitale in quell'anno;[11]
- 2002: partenza dai Paesi Bassi, passando per tutte le nazioni del Trattato di Roma del 1957, in omaggio alla nascita, quell'anno, della moneta unica europea;[12]
- 2004: partenza da Genova per celebrare la città, quell'anno Capitale europea della cultura;[13]
- 2006: partenza dal Belgio per il 50º anniversario della tragedia di Marcinelle;[13]
- 2007: partenza da Caprera per il bicentenario della nascita di Giuseppe Garibaldi;[13]
- 2011: partenza da Torino, prima storica capitale, per il 150º anniversario dell'Unità d'Italia;[14]
- 2024: partenza da Torino per il 75º anniversario della tragedia di Superga;[9]

Si segnala anche un caso di Grande Partenza annullata dopo la presentazione: a ottobre del 2019 venne annunciata l'Ungheria come nazione di partenza del Giro d'Italia 2020, ma a causa della pandemia di COVID-19 iniziata a marzo 2020 la Corsa Rosa venne spostata a ottobre e si decise di partire dalla Sicilia, rimandando l'appuntamento con l'Ungheria all'edizione del 2022.
Una particolarità avvenne per le edizioni del 1984 e 1985: le città di Lucca e Verona furono rispettivamente sede di Grande Partenza e arrivo finale del Giro 1984 e l'anno seguente il percorso fu inverso e si invertirono le due sedi.

## Lista delle Grandi Partenze

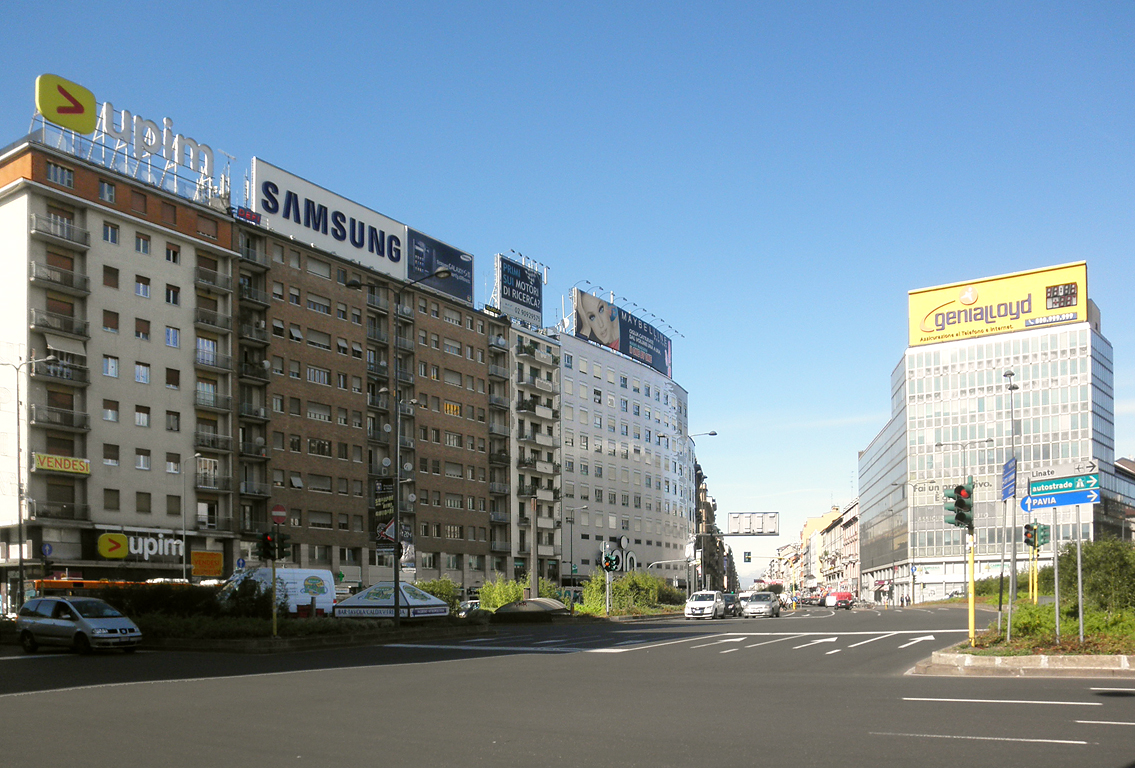
Piazzale Loreto a Milano è il luogo di partenza della prima edizione del Giro, nonché la sede più volte utilizzata per dare il via alla "Corsa Rosa" (5 edizioni).

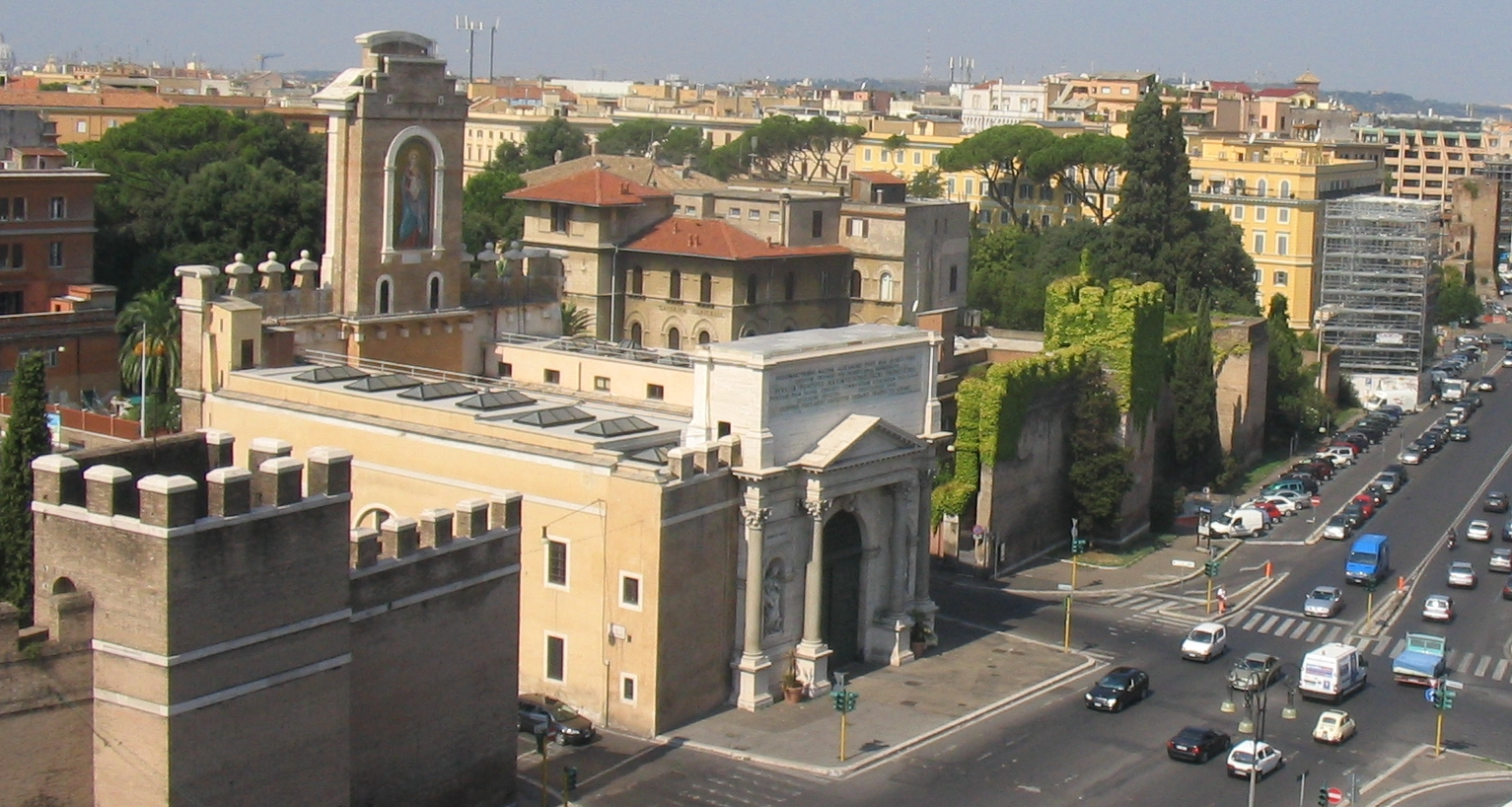
Porta Pia a Roma, luogo di partenza per la prima volta nella capitale.

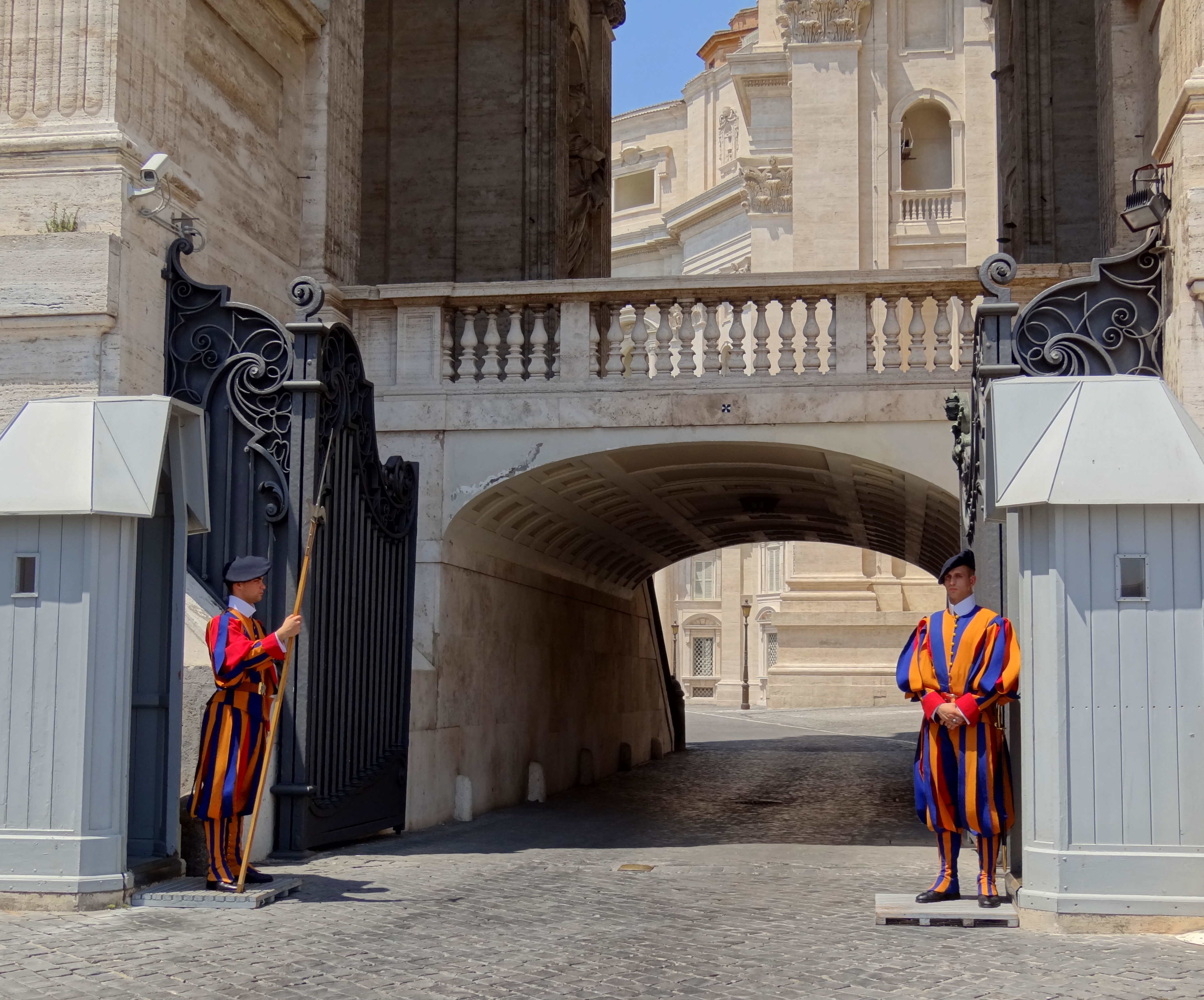
Arco delle campane, a lato della Basilica di San Pietro in Vaticano, luogo di partenza nel 1974.

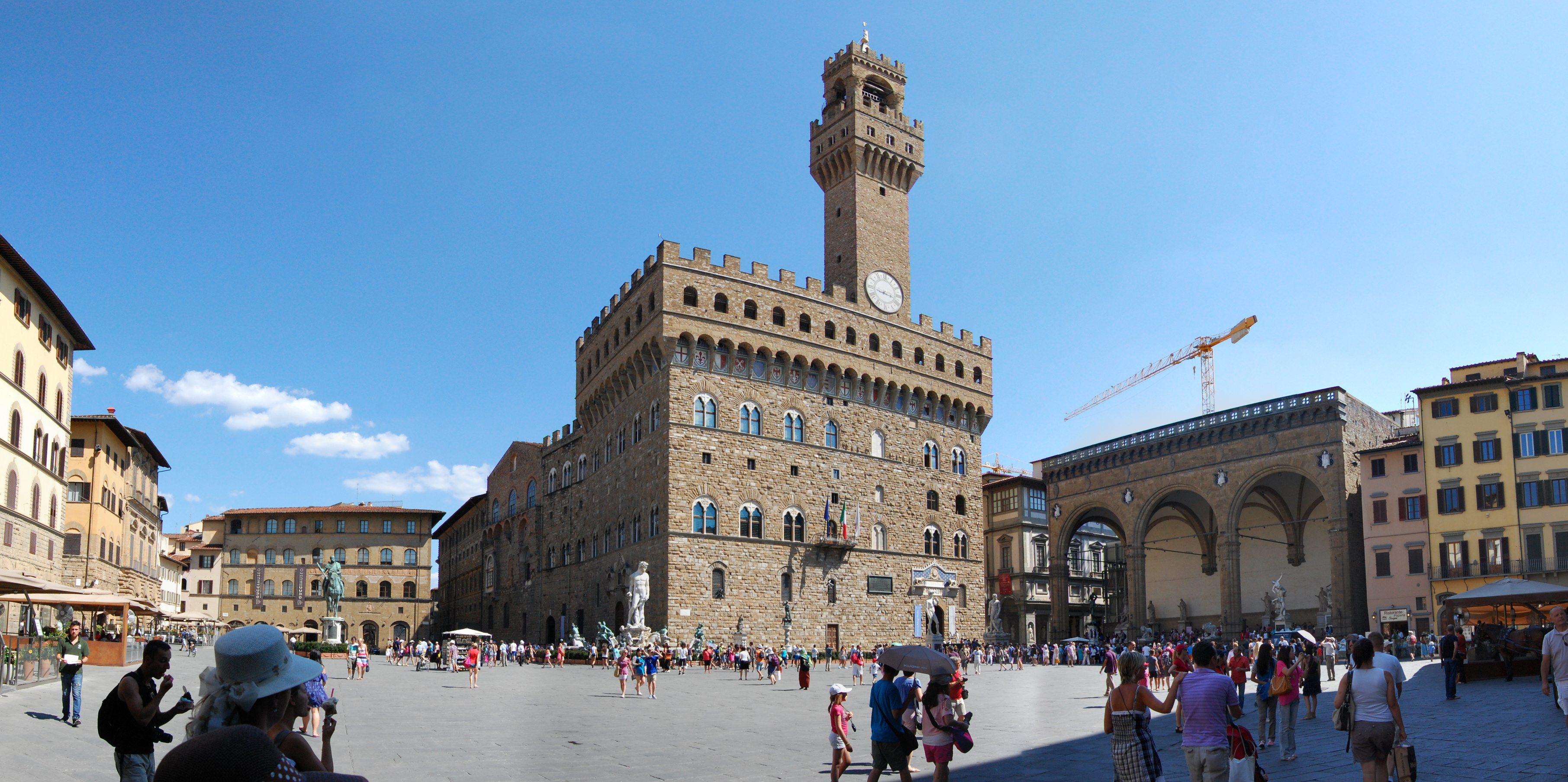
Da Piazza della Signoria a Firenze il Giro partì nel 1979.

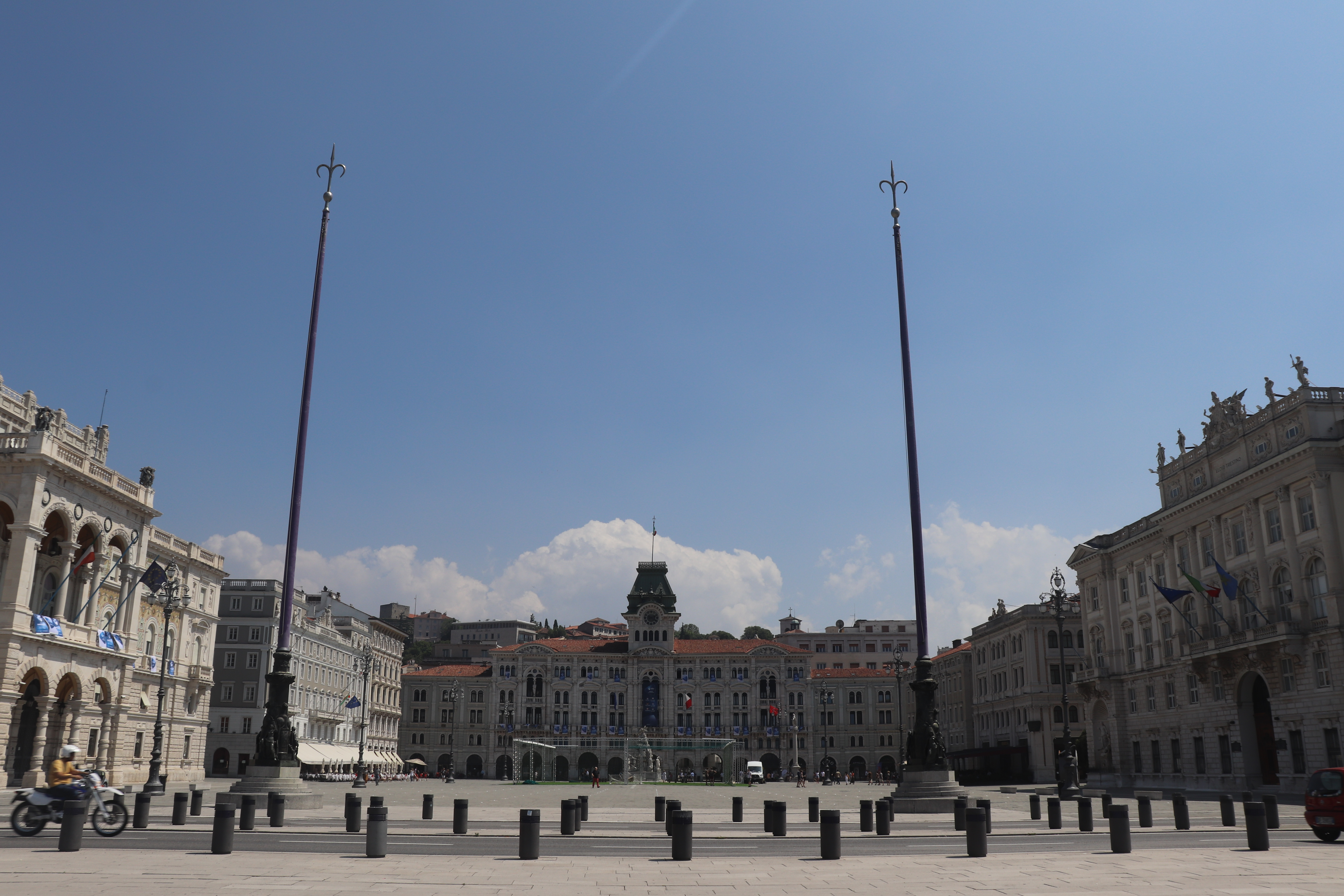
Nel 1981 il Giro partì da Piazza Unità d'Italia, luogo simbolo di Trieste.

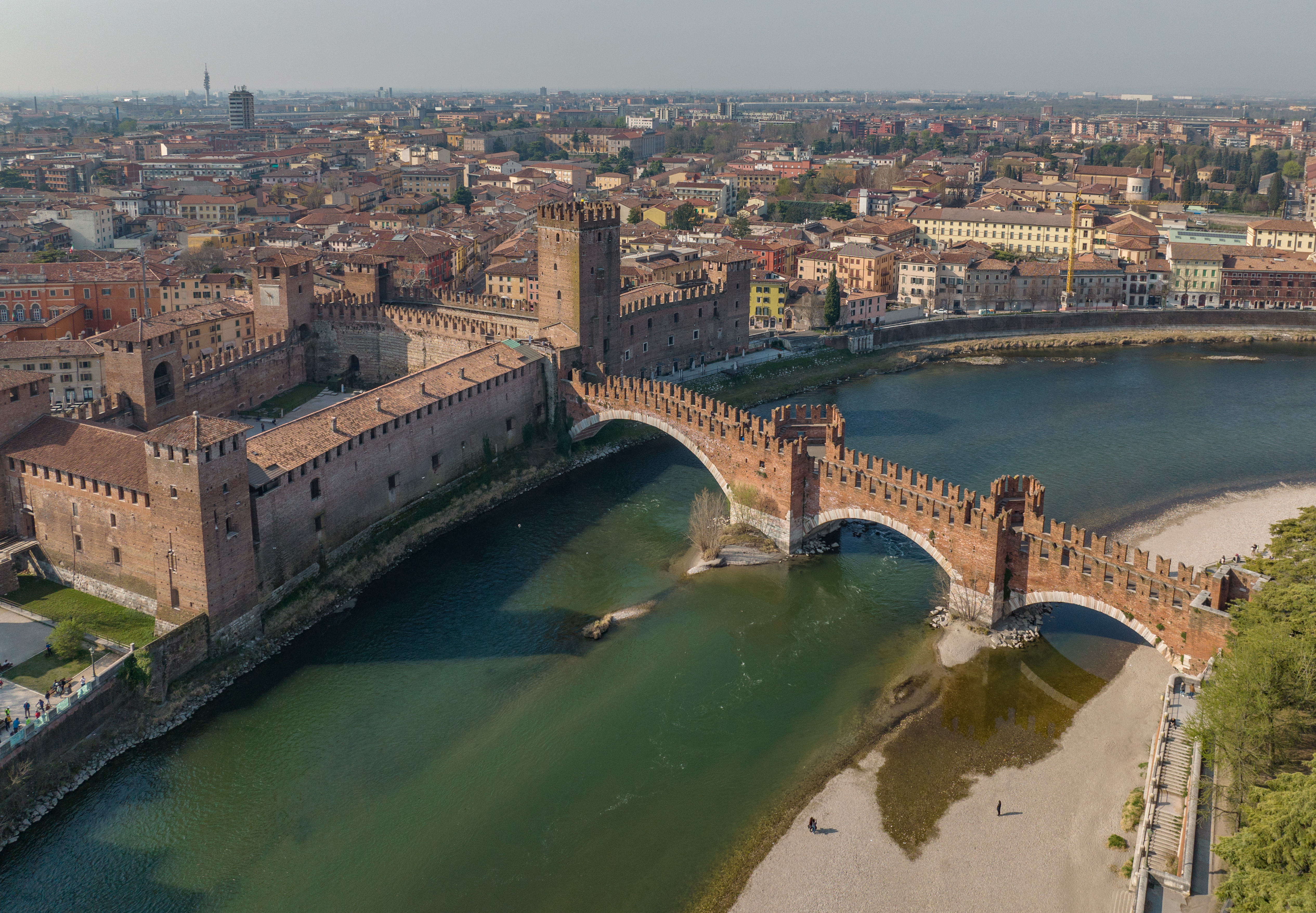
Ponte Scaligero a Verona, luogo di partenza nel 1985.

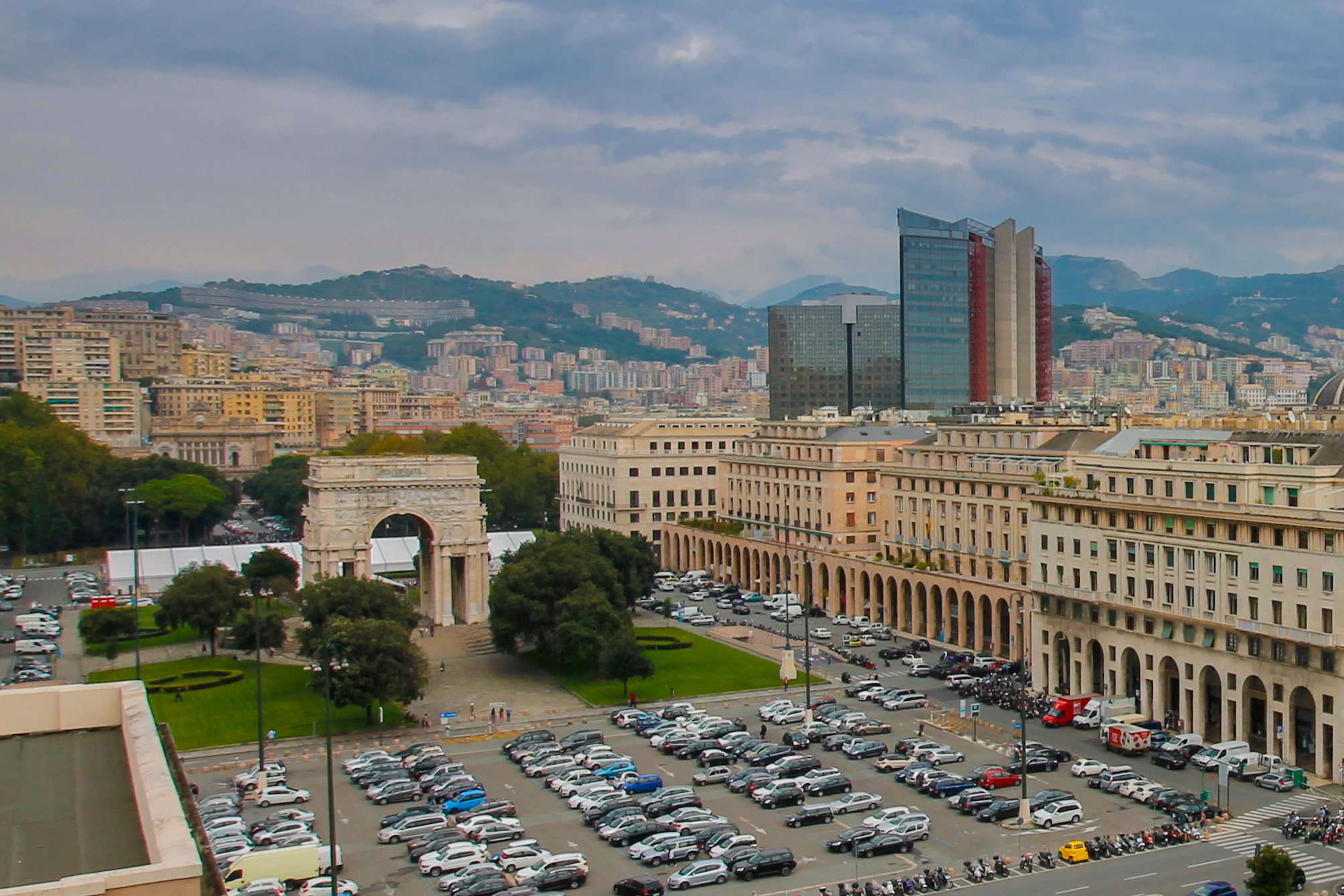
A Piazza della Vittoria a Genova, venne dato il via nel 1984.

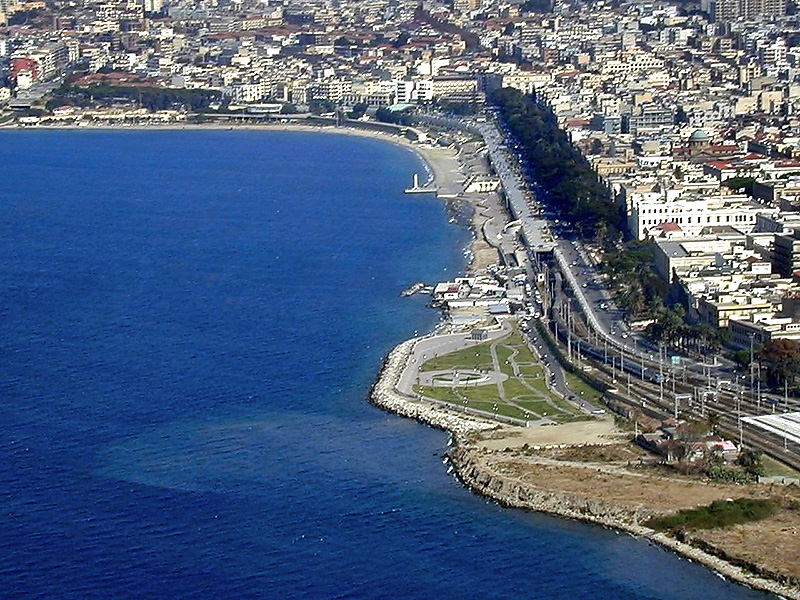
Sul Lungomare Falcomatà di Reggio Calabria, nel 2005, si svolse il prologo.

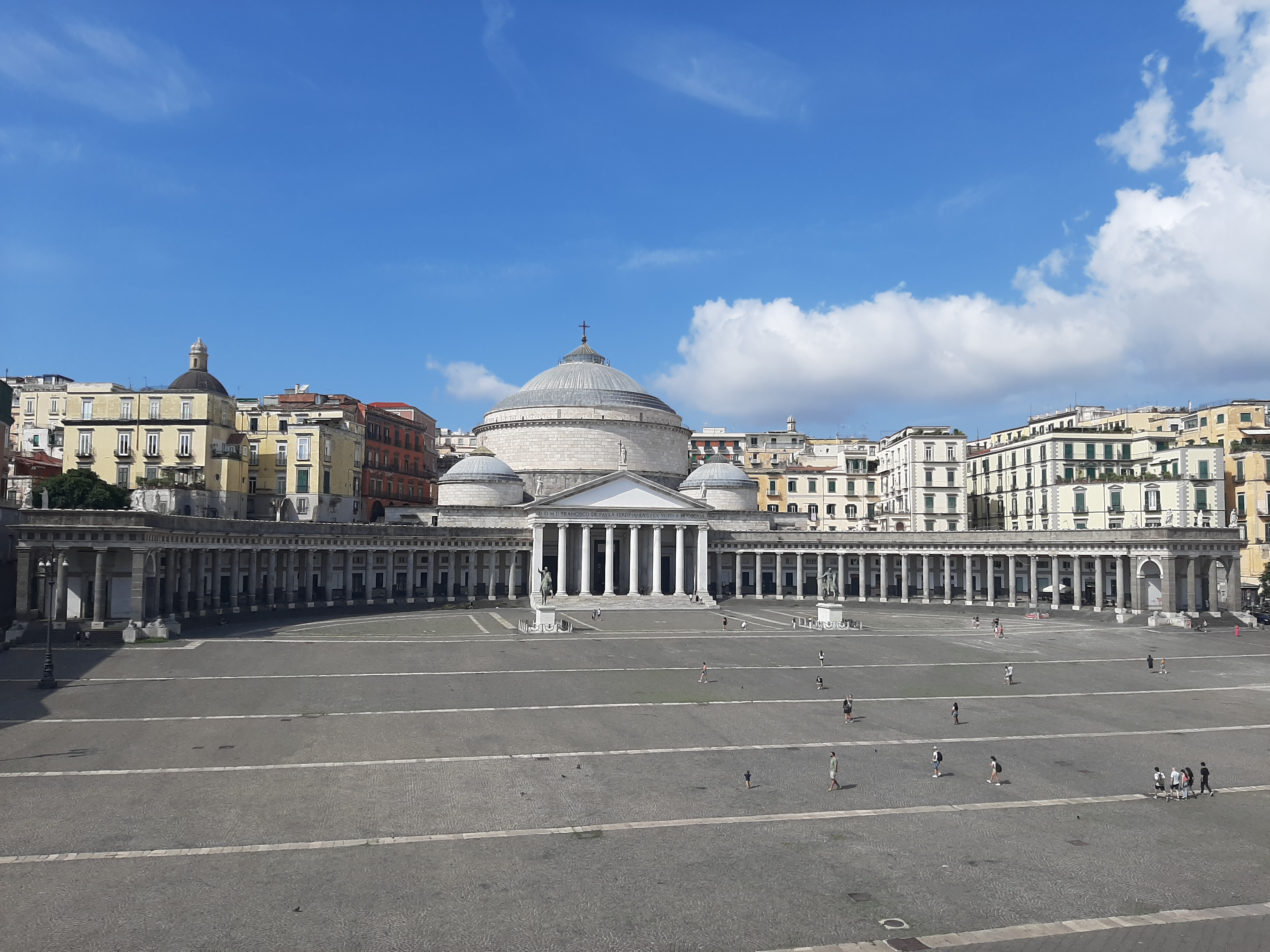
Nel 2013 il Giro partì da Piazza del Plebiscito, luogo simbolo di Napoli.

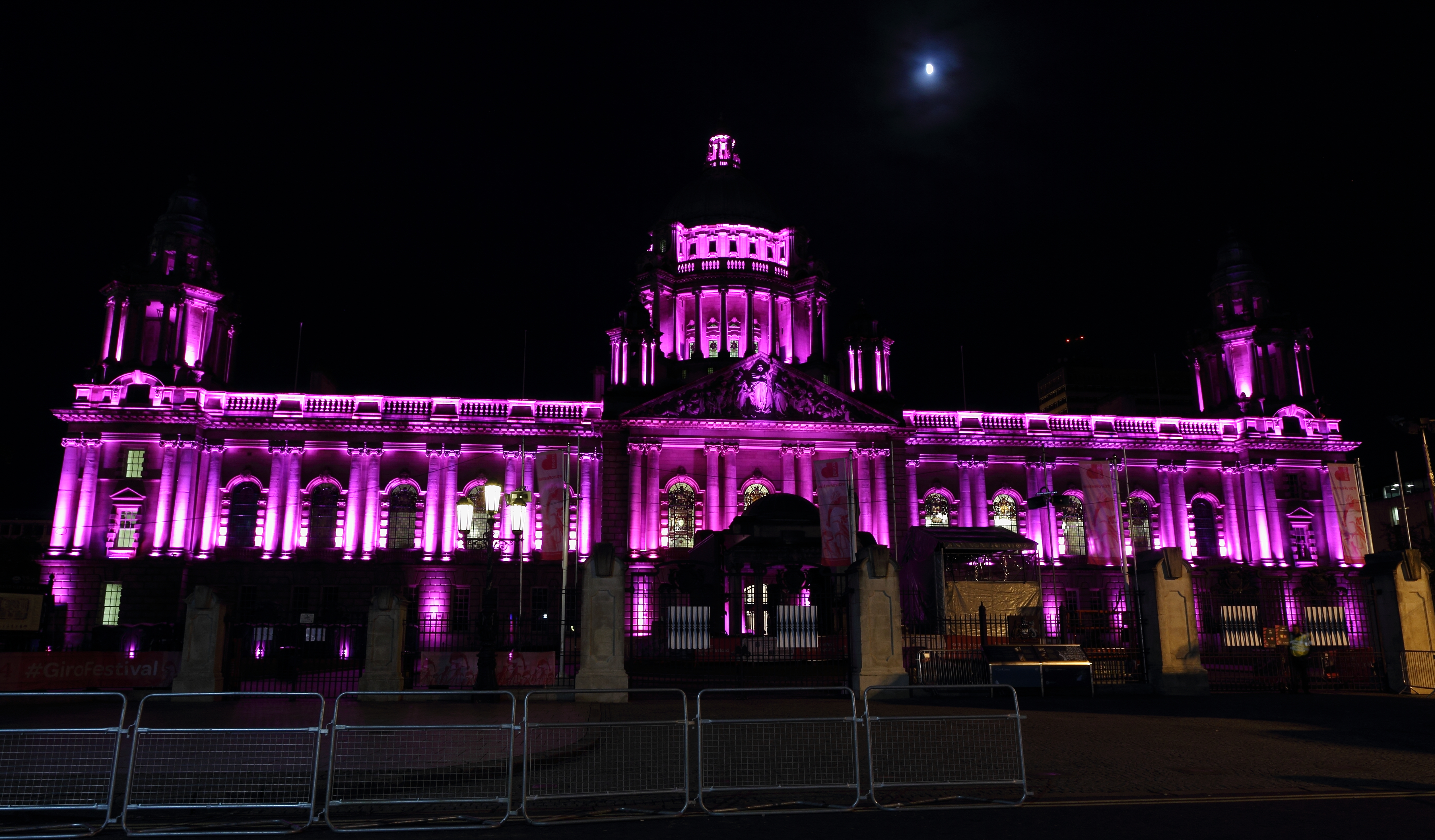
The City Goes a Belfast, illuminato in rosa per celebrare la Grande Partenza del 2014 dalla capitale dell'Irlanda del nord.

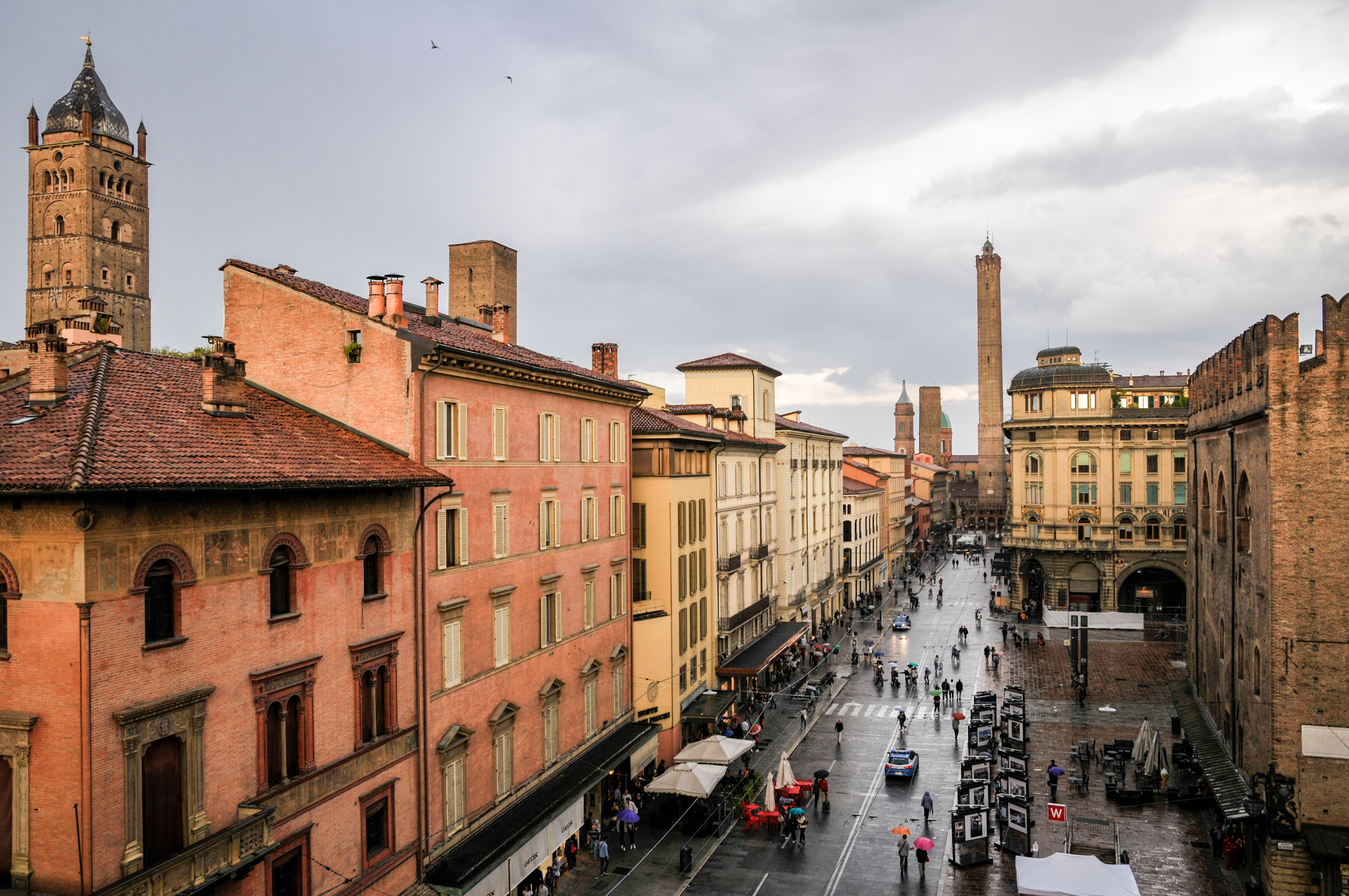
Via Rizzoli a Bologna, partenza del prologo del 2019 per la scalata del San Luca.

| Edizione | Nazione di partenza | Sede di partenza          | Luogo di partenza                   | Prima tappa              | Prima tappa            | Prima tappa                |
| Edizione | Nazione di partenza | Sede di partenza          | Luogo di partenza                   | Sede di arrivo           | Distanza               | Vincitore                  |
| -------- | ------------------- | ------------------------- | ----------------------------------- | ------------------------ | ---------------------- | -------------------------- |
| 1909     | Italia              | Milano                    | Piazzale Loreto                     | Bologna                  | 397 km                 | Dario Beni                 |
| 1910     | Italia              | Milano                    | Piazzale Loreto                     | Udine                    | 388 km                 | Ernesto Azzini             |
| 1911     | Italia              | Roma                      | Porta Pia                           | Firenze                  | 394 km                 | Carlo Galetti              |
| 1912     | Italia              | Milano                    | Piazzale Loreto                     | Padova                   | 399 km                 | Giovanni Micheletto        |
| 1913     | Italia              | Milano                    | Piazzale Sempione                   | Genova                   | 341 km                 | Giuseppe Santhia           |
| 1914     | Italia              | Milano                    | Sempioncino                         | Cuneo                    | 468 km                 | Angelo Gremo               |
| 1919     | Italia              | Milano                    | Nel comune di Sesto San Giovanni    | Trento                   | 302 km                 | Costante Girardengo        |
| 1920     | Italia              | Milano                    | Torretta di Affori                  | Torino                   | 348 km                 | Giuseppe Olivieri          |
| 1921     | Italia              | Milano                    | Rogoredo                            | Merano (BZ)              | 333 km                 | Costante Girardengo        |
| 1922     | Italia              | Milano                    | Piazzale Loreto                     | Padova                   | 326 km                 | Gaetano Belloni            |
| 1923     | Italia              | Milano                    | Affori                              | Torino                   | 328 km                 | Costante Girardengo        |
| 1924     | Italia              | Milano                    | San Cristoforo                      | Genova                   | 300 km                 | Bartolomeo Aimo            |
| 1925     | Italia              | Milano                    | Porta Magenta                       | Torino                   | 278 km                 | Pietro Linari              |
| 1926     | Italia              | Milano                    | Piazza d'Armi                       | Torino                   | 275 km                 | Domenico Piemontesi        |
| 1927     | Italia              | Milano                    | Dazio di Via Novara                 | Torino                   | 288 km                 | Alfredo Binda              |
| 1928     | Italia              | Milano                    | Piazzale Loreto                     | Trento                   | 233 km                 | Domenico Piemontesi        |
| 1929     | Italia              | Roma                      | Via Casilina a Tor Pignattara       | Napoli                   | 235 km                 | Gaetano Belloni            |
| 1930     | Italia              | Messina                   | Viale Garibaldi                     | Catania                  | 174 km                 | Michele Mara               |
| 1931     | Italia              | Milano                    | Piazzale Corvetto                   | Mantova                  | 206 km                 | Learco Guerra              |
| 1932     | Italia              | Milano                    | Via Padova                          | Vicenza                  | 207 km                 | Learco Guerra              |
| 1933     | Italia              | Milano                    | Piazzale Negrelli                   | Torino                   | 169 km                 | Learco Guerra              |
| 1934     | Italia              | Milano                    | Piazzale Negrelli                   | Torino                   | 169 km                 | Francesco Camusso          |
| 1935     | Italia              | Milano                    | Viale Monza                         | Cremona                  | 165 km                 | Vasco Bergamaschi          |
| 1936     | Italia              | Milano                    | Piazzale Velasquez                  | Torino                   | 161 km                 | Giuseppe Olmo              |
| 1937     | Italia              | Milano                    | Piazzale Negrelli                   | Torino                   | 165 km                 | Nello Troggi               |
| 1938     | Italia              | Milano                    | Piazzale Velasquez                  | Torino                   | 182 km                 | Marco Cimatti              |
| 1939     | Italia              | Milano                    | Piazzale Velasquez                  | Torino                   | 180 km                 | Vasco Bergamaschi          |
| 1940     | Italia              | Milano                    | Piazzale Velasquez                  | Torino                   | 180 km                 | Olimpio Bizzi              |
| 1946     | Italia              | Milano                    | Dazio di Magenta                    | Torino                   | 185 km                 | Giordano Cottur            |
| 1947     | Italia              | Milano                    | Via Novara                          | Torino                   | 190 km                 | Renzo Zanazzi              |
| 1948     | Italia              | Milano                    | Piazza Sant'Elena                   | Torino                   | 190 km                 | Giordano Cottur            |
| 1949     | Italia              | Palermo                   | Villa Giulia                        | Catania                  | 261 km                 | Mario Fazio                |
| 1950     | Italia              | Milano                    | Via Novara                          | Salsomaggiore Terme (PR) | 265 km                 | Oreste Conte               |
| 1951     | Italia              | Milano                    | Poligono di Boldinasco              | Torino                   | 202 km                 | Rik Van Steenbergen        |
| 1952     | Italia              | Milano                    | Dazio di Rogoredo in via Emilia     | Bologna                  | 217 km                 | Giorgio Albani             |
| 1953     | Italia              | Milano                    | Dazio di Rogoredo in via Emilia     | Abano Terme (PD)         | 263 km                 | Wim Van Est                |
| 1954     | Italia              | Palermo                   | Ippodromo della Favorita            | Monte Pellegrino (PA)    | 36 km, crono a sq.     | Bianchi-Pirelli            |
| 1955     | Italia              | Milano                    | Viale Certosa                       | Torino                   | 163 km                 | Guido Messina              |
| 1956     | Italia              | Milano                    | Via Gallaratese                     | Alessandria              | 210 km                 | Pierino Baffi              |
| 1957     | Italia              | Milano                    | Via Emilia a Metanopoli             | Verona                   | 191 km                 | Rik Van Steenbergen        |
| 1958     | Italia              | Milano                    | Dazio di Rogoredo in via Emilia     | Varese                   | 178 km                 | Willy Vannitsen            |
| 1959     | Italia              | Milano                    | Piazza Ovidio                       | Salsomaggiore Terme (PR) | 135 km                 | Rik Van Looy               |
| 1960     | Italia              | Roma                      | Nel comune di Ciampino              | Napoli                   | 212 km                 | Dino Bruni                 |
| 1961     | Italia              | Torino                    | Corso Rosselli                      | Torino                   | 115 km                 | Miguel Poblet              |
| 1962     | Italia              | Milano                    | Via Lorenteggio                     | Tabiano bagni (PR)       | 185 km                 | Dino Liviero               |
| 1963     | Italia              | Napoli                    | Via Stella Polare                   | Potenza                  | 182 km                 | Vittorio Adorni            |
| 1964     | Italia              | Bolzano                   | Viale Druso                         | Riva del Garda (TN)      | 173 km                 | Vittorio Adorni            |
| 1965     | San Marino          | Città di San Marino       | Stradone della Repubblica           | Perugia                  | 198 km                 | Michele Dancelli           |
| 1966     | Monaco              | Monte Carlo               | Boulevard Albert I°                 | Diano Marina (IM)        | 140 km                 | Vito Taccone               |
| 1967     | Italia              | Treviglio (BG)            | Stabilimento Edoardo Bianchi        | Alessandria              | 135 km                 | Giorgio Zancanaro          |
| 1968     | Italia              | Campione d'Italia (CO)    | Piazzale Maestri Campionesi         | Campione d'Italia (CO)   | 5,7 km, crono ind.     | Charly Grosskost           |
| 1969     | Italia              | Garda (VR)                | Piazzetta Catullo                   | Brescia                  | 142 km                 | Giancarlo Polidori         |
| 1970     | Italia              | San Pellegrino Terme (BG) | Piazza Kursaal Municipale           | Biandronno (VA)          | 115 km                 | Franco Bitossi             |
| 1971     | Italia              | Lecce                     | Piazza Sant'Oronzo                  | Brindisi                 | 62 km, cronostaffetta  | Salvarani                  |
| 1972     | Italia              | Venezia                   | Palazzetto dello Sport di Mestre    | Ravenna                  | 196 km                 | Marino Basso               |
| 1973     | Belgio              | Verviers                  | Place Du Martyr                     | Verviers                 | 5,2 km, crono a coppie | Eddy Merckx e Roger Swerts |
| 1974     | Città del Vaticano  | Città del Vaticano        | Arco delle campane                  | Formia (LT)              | 164 km                 | Wilfried Reybrouck         |
| 1975     | Italia              | Milano                    | Porta Romana                        | Fiorano Modenese (MO)    | 177 km                 | Knut Knudsen               |
| 1976     | Italia              | Catania                   | Piazza del Duomo                    | Catania                  | 64 km                  | Patrick Sercu              |
| 1977     | Italia              | Monte di Procida (NA)     | Lungolago Miseno a Bacoli           | Monte di Procida (NA)    | 7,5 km, crono ind.     | Freddy Maertens            |
| 1978     | Italia              | Saint-Vincent (AO)        | Piazza Zerbion                      | Saint-Vincent (AO)       | 2 km, crono ind.       | Dietrich Thurau            |
| 1979     | Italia              | Firenze                   | Piazza della Signoria               | Firenze                  | 8 km, crono ind.       | Francesco Moser            |
| 1980     | Italia              | Genova                    | Corso Marconi                       | Genova                   | 7 km, crono ind.       | Francesco Moser            |
| 1981     | Italia              | Trieste                   | Piazza Unità d'Italia               | Trieste                  | 6,6 km, crono ind.     | Knud Knudsen               |
| 1982     | Italia              | Milano                    | Piazza del Duomo                    | Milano                   | 16 km, crono a sq.     | Renault-Elf-Gitane         |
| 1983     | Italia              | Brescia                   | Via Vittorio Emanuele II            | Mantova                  | 70 km, crono a sq.     | Annullata                  |
| 1984     | Italia              | Lucca                     | Piazza San Michele                  | Lucca                    | 5 km, crono ind.       | Francesco Moser            |
| 1985     | Italia              | Verona                    | Ponte Scaligero                     | Verona                   | 6,7 km, crono ind.     | Francesco Moser            |
| 1986     | Italia              | Palermo                   | Via Libertà                         | Palermo                  | 1 km, crono ind.       | Urs Freuler                |
| 1987     | Italia              | Sanremo (IM)              | Portosole                           | Sanremo (IM)             | 4 km, crono ind.       | Roberto Visentini          |
| 1988     | Italia              | Urbino (PU)               | Corso Garibaldi                     | Urbino (PU)              | 9 km, crono ind.       | Jean-François Bernard      |
| 1989     | Italia              | Taormina (ME)             |                                     | Catania                  | 123 km                 | Jean-Paul Van Poppel       |
| 1990     | Italia              | Bari                      |                                     | Bari                     | 13 km, crono ind.      | Gianni Bugno               |
| 1991     | Italia              | Olbia (SS)                | Strada Provinciale per Golfo Aranci | Olbia (SS)               | 193 km                 | Philippe Casado            |
| 1992     | Italia              | Genova                    | Via Finocchiaro                     | Genova                   | 8 km, crono ind.       | Thierry Marie              |
| 1993     | Italia              | Porto Azzurro (LI)        | Strada Provinciale per Portoferraio | Portoferraio (LI)        | 85 km                  | Moreno Argentin            |
| 1994     | Italia              | Bologna                   | Via Stalingrado                     | Bologna                  | 86 km                  | Endrio Leoni               |
| 1995     | Italia              | Perugia                   | Ponte San Giovanni                  | Terni                    | 205 km                 | Mario Cipollini            |
| 1996     | Grecia              | Atene                     | Ambelokipi                          | Atene                    | 170 km                 | Silvio Martinello          |
| 1997     | Italia              | Venezia                   | Lungomare Marconi                   | Venezia                  | 128 km                 | Mario Cipollini            |
| 1998     | Francia             | Nizza                     | Place Massena                       | Nizza                    | 7 km, crono ind.       | Alex Zulle                 |
| 1999     | Italia              | Agrigento                 | Viale Emporium                      | Modica (RG)              | 175 km                 | Ivan Quaranta              |
| 2000     | Italia              | Roma                      | Via dei Fori Imperiali              | Roma                     | 4,6 km, crono ind.     | Jan Hruška                 |
| 2001     | Italia              | Montesilvano (PE)         | Viale Aldo Moro                     | Pescara                  | 7,6 km, crono ind.     | Rik Verbrugghe             |
| 2002     | Paesi Bassi         | Groninga                  | Grote Markt                         | Groninga                 | 6,5 km, crono ind.     | Juan Carlos Domínguez      |
| 2003     | Italia              | Lecce                     | Via San Cesario                     | Lecce                    | 201 km                 | Alessandro Petacchi        |
| 2004     | Italia              | Genova                    | Piazza della Vittoria               | Genova                   | 6,9 km, crono ind.     | Bradley McGee              |
| 2005     | Italia              | Reggio Calabria           | Lungomare Falcomatà                 | Reggio Calabria          | 1,15 km, crono ind.    | Brett Lancaster            |
| 2006     | Belgio              | Seraing                   | Place Communale                     | Seraing                  | 6,2 km, crono ind.     | Paolo Savoldelli           |
| 2007     | Italia              | Caprera (OT)              | Borgo Stagnali                      | La Maddalena (OT)        | 25 km, crono a sq.     | Liquigas                   |
| 2008     | Italia              | Palermo                   | Piazza Politeama                    | Palermo                  | 23,6 km, crono a sq.   | Team Slipstream-Chipotle   |
| 2009     | Italia              | Lido di Venezia (VE)      | Lungomare D'Annunzio                | Lido di Venezia (VE)     | 20,5 km, crono a sq.   | Team Columbia-High Road    |
| 2010     | Paesi Bassi         | Amsterdam                 | Museumplein                         | Amsterdam                | 8,4 km, crono ind.     | Bradley Wiggins            |
| 2011     | Italia              | Venaria Reale (TO)        | Reggia di Venaria Reale             | Torino                   | 19,3 km, crono a sq.   | HTC-Highroad               |
| 2012     | Danimarca           | Herning                   | Møllegade                           | Herning                  | 8,7 km, crono ind.     | Taylor Phinney             |
| 2013     | Italia              | Napoli                    | Piazza del Plebiscito               | Napoli                   | 130 km                 | Mark Cavendish             |
| 2014     | Regno Unito         | Belfast                   | Titanic Belfast                     | Belfast                  | 21,7 km, crono a sq.   | Orica-GreenEDGE            |
| 2015     | Italia              | San Lorenzo al Mare (IM)  | Parcheggio vecchia stazione         | Sanremo (IM)             | 17,6 km, crono a sq.   | Orica-GreenEDGE            |
| 2016     | Paesi Bassi         | Apeldoorn                 | Omnisport Apeldoorn                 | Apeldoorn                | 9,8 km, crono ind.     | Tom Dumoulin               |
| 2017     | Italia              | Alghero (SS)              | Banchina Ammiraglio Millelire       | Olbia (SS)               | 206 km                 | Lukas Pöstlberger          |
| 2018     | Israele             | Gerusalemme               | Yitshak Kariv Street                | Gerusalemme              | 9,7 km, crono ind.     | Tom Dumoulin               |
| 2019     | Italia              | Bologna                   | Via Rizzoli                         | Bologna                  | 8,0 km, crono ind.     | Primoz Roglic              |
| 2020     | Italia              | Monreale (PA)             | Via Strada Ferrata                  | Palermo                  | 15,1 km, crono ind.    | Filippo Ganna              |
| 2021     | Italia              | Torino                    | Piazza Castello                     | Torino                   | 8,6 km, crono ind.     | Filippo Ganna              |
| 2022     | Ungheria            | Budapest                  | Hősök tere                          | Visegrád                 | 195 km                 | Mathieu van der Poel       |
| 2023     | Italia              | Fossacesia Marina (CH)    | Via lungomare                       | Ortona (CH)              | 19,6 km, crono ind.    | Remco Evenepoel            |
| 2024     | Italia              | Venaria Reale (TO)        | Reggia di Venaria Reale             | Torino                   | 136 km                 | Jhonatan Narváez           |
| 2025     | Albania             | Durazzo                   | Rruga Autostrada Egnatia            | Tirana                   | 160 km                 | Mads Pedersen              |

## Statistiche sulle Grandi Partenze
Dati aggiornati all'edizione 2025.

### Per nazione ospitante
Di seguito si riporta il numero di volte che ogni nazione ha ospitato la Grande Partenza del Giro d'Italia.
| Edizioni | Nazione            |
| -------- | ------------------ |
| 93       | Italia             |
| 3        | Paesi Bassi        |
| 2        | Belgio             |
| 1        | Albania            |
| 1        | Città del Vaticano |
| 1        | Danimarca          |
| 1        | Francia            |
| 1        | Grecia             |
| 1        | Israele            |
| 1        | Monaco             |
| 1        | Regno Unito        |
| 1        | San Marino         |
| 1        | Ungheria           |

### Per regione italiana ospitante
Di seguito si riporta il numero di volte che ogni regione italiana ha ospitato la Grande Partenza del Giro d'Italia.
| Edizioni | Regione               |
| -------- | --------------------- |
| 44       | Lombardia             |
| 9        | Sicilia               |
| 5        | Liguria               |
| 5        | Veneto                |
| 4        | Lazio                 |
| 4        | Piemonte              |
| 3        | Campania              |
| 3        | Puglia                |
| 3        | Sardegna              |
| 3        | Toscana               |
| 2        | Abruzzo               |
| 2        | Emilia-Romagna        |
| 1        | Calabria              |
| 1        | Friuli-Venezia Giulia |
| 1        | Marche                |
| 1        | Umbria                |
| 1        | Trentino-Alto Adige   |
| 1        | Valle d'Aosta         |
| 0        | Basilicata            |
| 0        | Molise                |

### Per città ospitante
Di seguito si riporta il numero di volte che una città ha ospitato la Grande Partenza del Giro d'Italia per almeno due edizioni.
| Edizioni | Città                  |
| -------- | ---------------------- |
| 40       | Milano                 |
| 4        | Palermo                |
| 4        | Roma                   |
| 3        | Genova                 |
| 3        | Venezia                |
| 2        | Bologna                |
| 2        | Lecce                  |
| 2        | Napoli                 |
| 2        | Torino                 |
| 2        | Venaria Reale (Torino) |